# リノワ級防護巡洋艦
| リノワ級防護巡洋艦                     | リノワ級防護巡洋艦 |
| -------------------------------------- | --- |
| 写真はラヴォワジェ                     | |
| 艦級概観                               | |
| 艦種                                   | 防護巡洋艦 |
| 艦名                                   | 人名 |
| 前級                                   | トルード級防護巡洋艦 |
| 次級                                   | アルジェ級防護巡洋艦 |
| 性能諸元（データはネームシップのもの） | |
| 排水量                                 | 常備：2,285トン （ラヴォワジェ、ガリレは2,318トン） |
| 全長                                   | 98.0m （ラヴォワジェ、ガリレは100.63m） |
| 全幅                                   | 10.62m （ガリレは10.97m） |
| 吃水                                   | 5.44m（満載時） |
| 機関                                   | ベルヴィール式石炭専焼円缶16基（ガリレ：ベルヴィール式石炭専焼水管缶16基 ラヴォワジェ：石炭・重油混焼水管缶16基） +直立型三段膨張式レシプロ機関2基2軸 |
| 最大出力                               | 6.800hp |
| 最大速力                               | 20.5ノット |
| 航続距離                               | 10ノット/3,000海里 |
| 燃料                                   | 石炭：400トン （ガリレとラヴォワジェ：339トン） |
| 乗員                                   | 250～269名 |
| 兵装                                   | Model 1891-93 14cm（45口径）単装速射砲4基 Model 1893 10cm（45口径）単装速射砲2基 オチキス Model 1885 47mm機砲8基 オチキス Model 1885 37mm機砲2基 37mm回転式機関砲4基 45cm魚雷発射管単装4基（ガリレとラヴォワジェ：2基） 機雷120個（ラヴォワジェは搭載せず） |
| 装甲                                   | 甲板：40mm(水平面)、45mm(傾斜部) 10cm砲：50mm（前盾） 司令塔：127mm |

リノワ級防護巡洋艦 (Protected cruisers Linois class) はフランスが建造した防護巡洋艦である。フランス海軍での類別は三等巡洋艦。

## 概要
本級は「フォルバン級防護巡洋艦」の改良型として建造された。本級は外洋航行時の凌波性を高めるためにフォルバン級よりも水面部から甲板の位置を高めて設計されている。
また、武装では新開発の速射砲を採用し、14cm単装速射砲4基を装備した。

## 艦形について

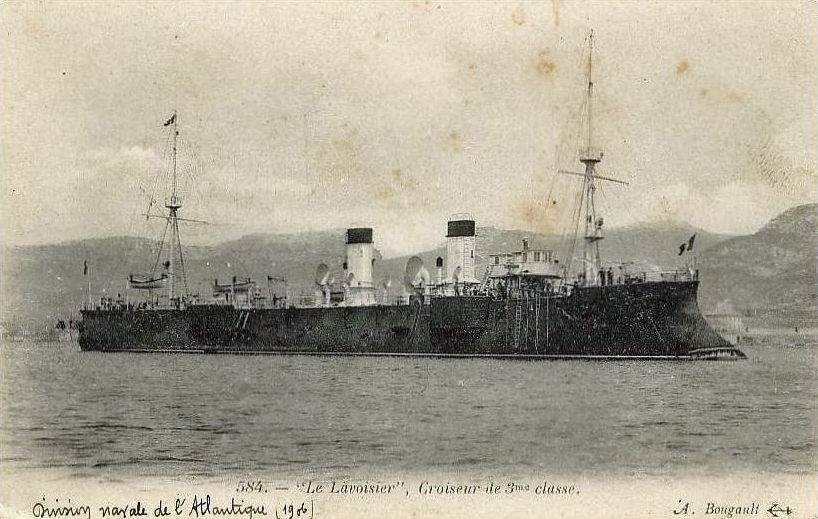
1906年に撮られた「ラヴォワジェ」

船体形状は当時、フランス海軍が主力艦から軽艦艇に至るまで主に導入していたタンブル・ホーム型船体である。これは、水線部から上の構造を複雑な曲線を用いて引き絞り、船体重量を軽減できる船体方式で、他国では帝政ロシア海軍やドイツ海軍、アメリカ海軍の前弩級戦艦や巡洋艦にも採用された。外見上の特徴として水線下部の艦首・艦尾は著しく突出し、かつ舷側甲板よりも水線部装甲の部分が突出するといった特徴的な形状をしている。このため、水線下から甲板に上るに従って船体は引き絞られ甲板面積は小さくなっており、備砲の射界を船体で狭められずに広い射界を得られる。
本艦の船体形状は前級と同じく乾舷の高い艦首から低い艦尾までなだらかに傾斜する平甲板型船体である。水面部が突出した艦首から艦首甲板に10cm（45口径）単装速射砲が1基、簡素なミリタリーマストが1本立つ。本艦のミリタリーマストは中央部に見張り台があり、そこに4.7cm機関砲が前後左右に1基ずつ計4基と、上部には3.7cm回転式機関砲が前後左右に1基ずつ計4基である。マストの後部には司令塔を基部に持つ艦橋が配置される。その背後に2本の煙突の間にはキセル型の通風筒が1本立っている。2本煙突の周囲は艦載艇置き場となっており、片舷2本ずつを1組として計2組のボート・ダビットにより運用された。後部甲板には後部ミリタリー・マストと10cm単装速射砲が後ろ向きに1基である。
主砲の14cm単装速射砲は船体中央部の2箇所に設けられた張り出し部にケースメイト（砲郭）配置で片舷2基ずつ計4基4問が配置された。この武装配置により首尾線方向に最大14cm砲2門・10cm砲1門、左右方向に最大14cm砲2門、10cm砲2門が指向出来た。

## 同型艦
- リノワ (Linois)
- ガリレ (Galilée)
- ラヴォワジェ (Lavoisier)

## 参考図書
- 「世界の艦船増刊第50集　フランス巡洋艦史」(海人社)